# Vierzehnheiligen (Jena)
Vierzehnheiligen is een dorpje in de Duitse gemeente Jena, deelstaat Thüringen, en telt 116 inwoners (31 december 2019). Het ligt ongeveer 7 kilometer ten noordwesten van het centrum van Jena. 
Het boerendorpje Vierzehnheiligen ligt te midden van heuvels, die bedekt zijn met vruchtbaar akkerland.
Vierzehnheiligen was van 1464 tot aan de Reformatie in 1539 een bedevaartoord. De op initiatief van Willem III van Saksen in 1464 gebouwde, in 2010 gerenoveerde dorpskerk is gewijd aan de veertien Noodhelpers.
Van 10 tot 14 oktober 1806 was Vierzehnheiligen een belangrijk strijdtoneel van de Slag bij Jena.

## Galerij

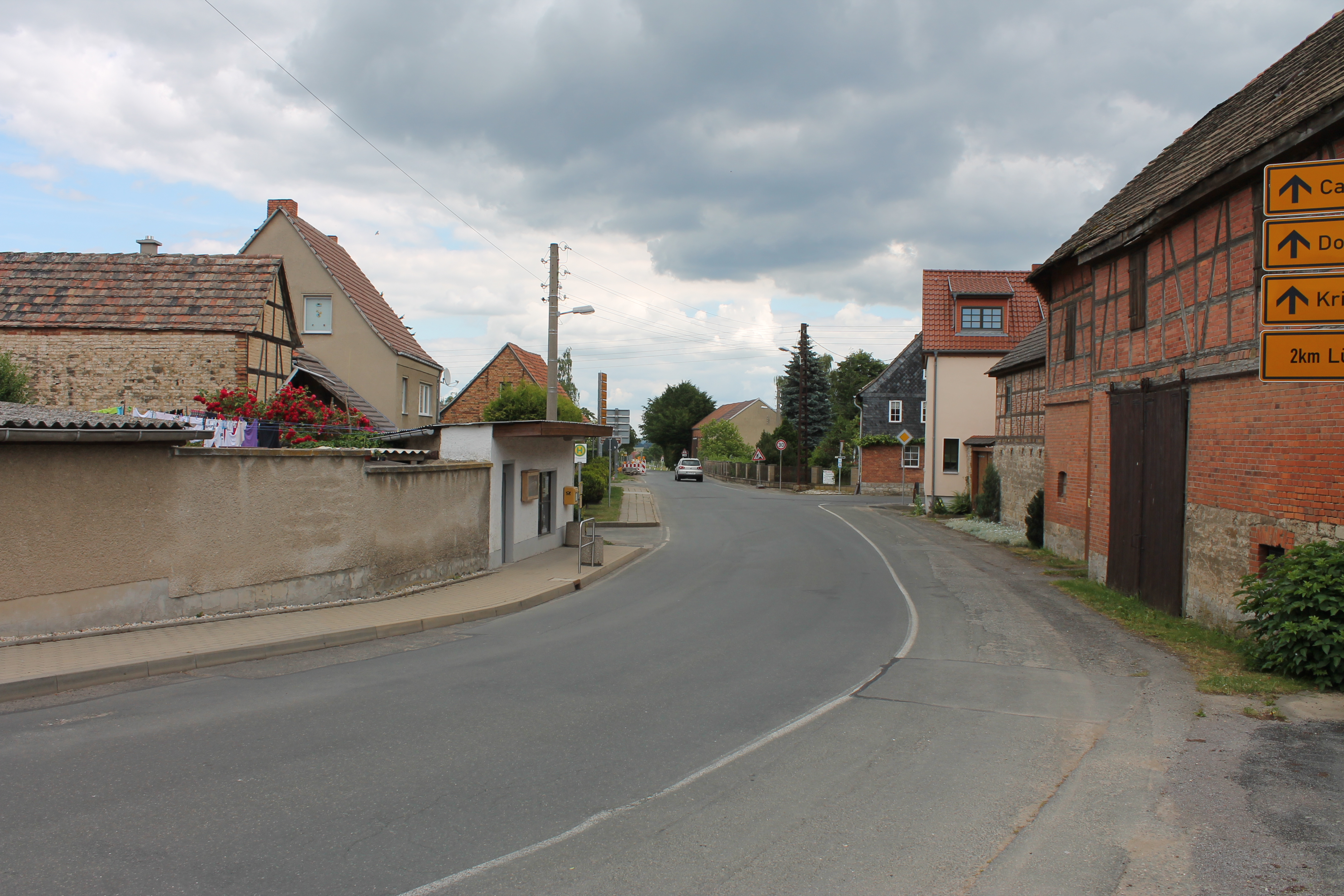
Dorpsgezicht
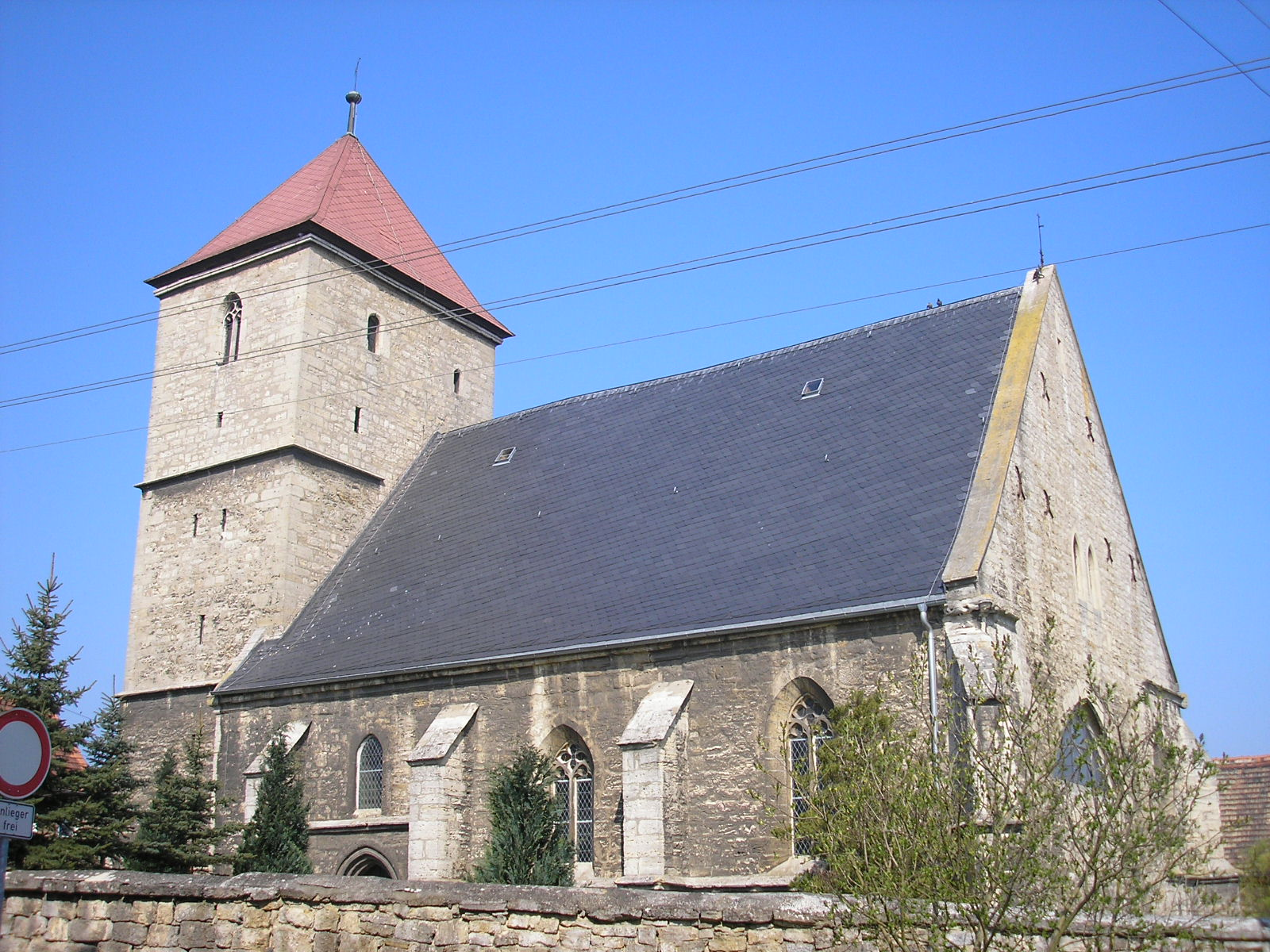
Bedevaartkerk
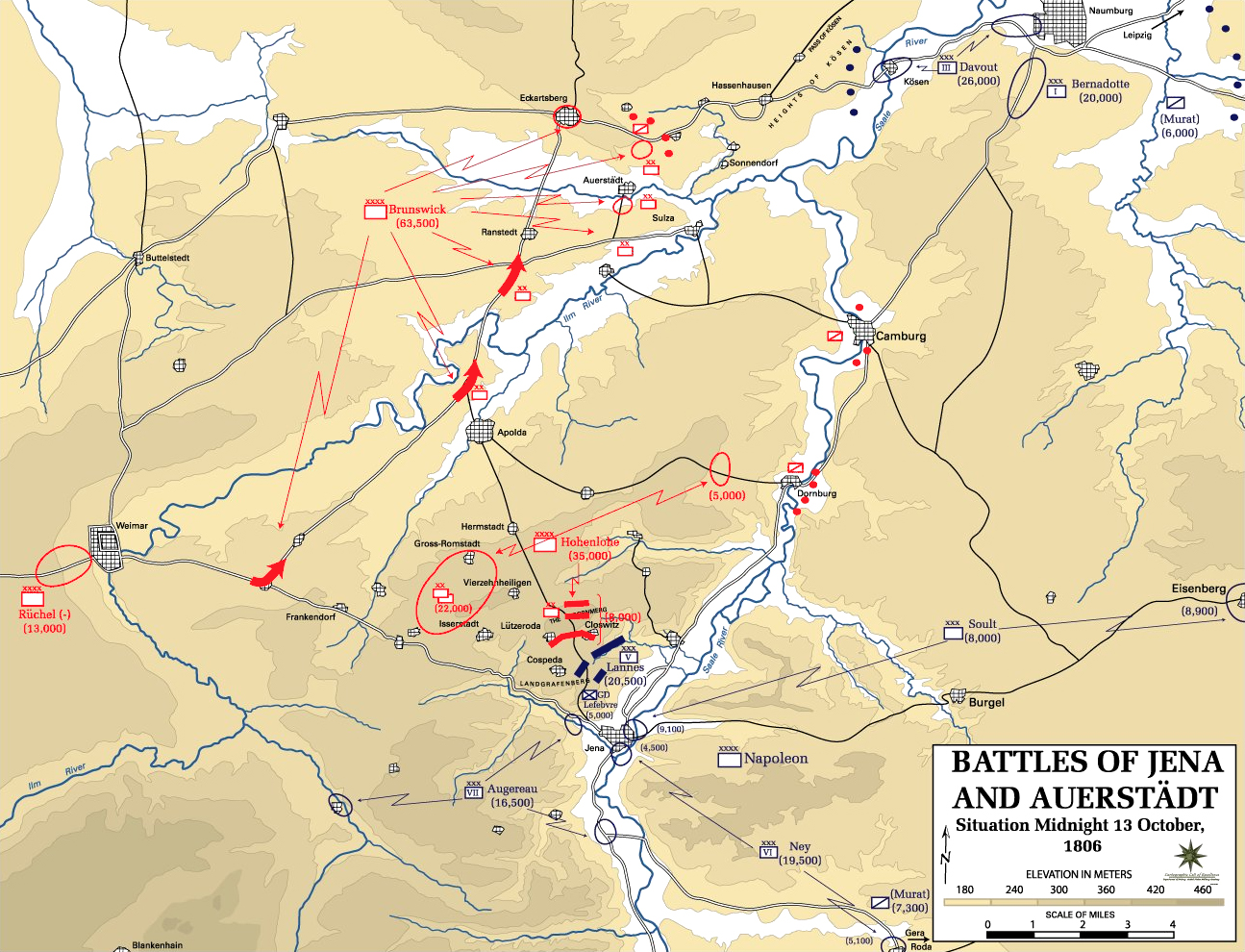
Kaart Slag bij Jena (13 oktober 1806)
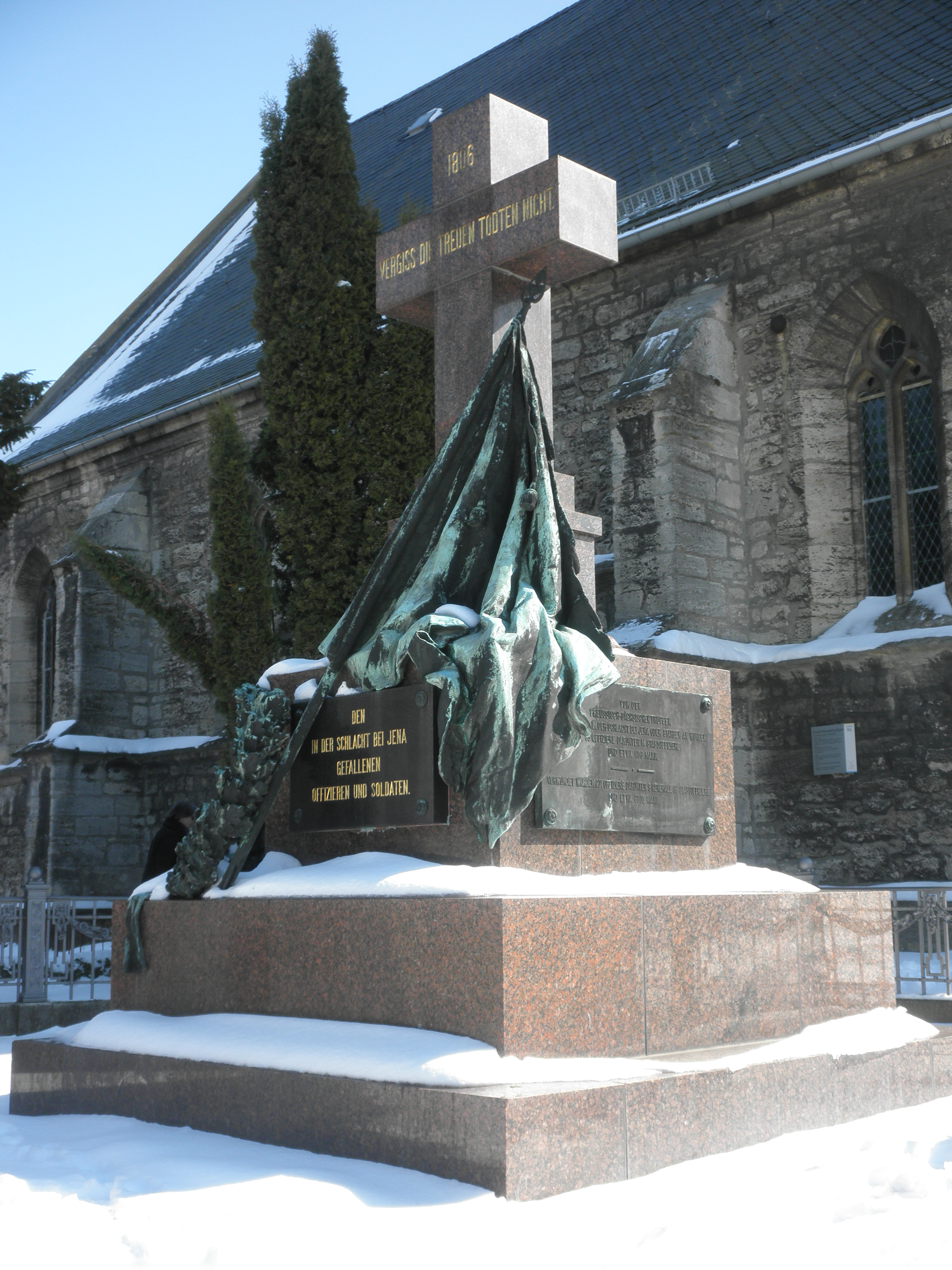
Oorlogsmonument